# Pedinophyceae
Pedinophyceae je třída zelených řas, dříve řazených mezi Trebouxiophyceae, Chlorellales.
Jedná se o jednobuněčné řasy žijící ve vodě, případně v půdě. Nesouměrné elipsoidní buňky, často zploštělé, jsou 2,5 až 10 μm dlouhé, s průměrem 1 až 4,5 μm. Mají 1 dlouhý bičík. Vždy jen jeden chloroplast v buňce je ohraničen dvojitou membránou, obsahuje fotosyntetická barviva chlorofyl a a b a neobsahuje prasinoxanthin.
Dělení u nich probíhá „primitivním“ způsobem s jednoduchým telofázním vřeténkem bez vytváření složitějších struktur jako fragmoplast nebo fykoplast.
Druhy jedné vývojové linie – Marsupiomonadales – žijí v mořích ve slaných či brakických vodách a jsou součástí planktonu. Druhá linie – Pedinomonadales – se vyznačuje sladkovodními druhy, či druhy žijícími v půdě.

## Systém[1]
Třída: PEDINOPHYCEAE Moestrup 1991
- řád: Pedinomonadales Moestrup 1991
  - čeleď: Pedinomonadaceae Korshikov 1938 (Pedinomonas, Chlorochytridion)
- řád: Marsupiomonadales Marin 2012
  - čeleď: Marsupiomonadaceae Marin 2012 (Marsupiomonas)
  - čeleď: Resultomonadaceae Marin 2012 (Resultomonas)